# ISPA – Instituto Universitário
O ISPA - Instituto Universitário, oficialmente Instituto Universitário de Ciências Psicológicas, Sociais e da Vida MH, é um instituto universitário privado situado em Lisboa. Fundado em 1962 como Instituto de Ciências Psicopedagógicas, foi a primeira instituição de ensino superior na área da psicologia em Portugal. Segundo o Ranking Académico das Universidades Mundiais, o ISPA está entre as 400 melhores universidades do mundo na área da psicologia.

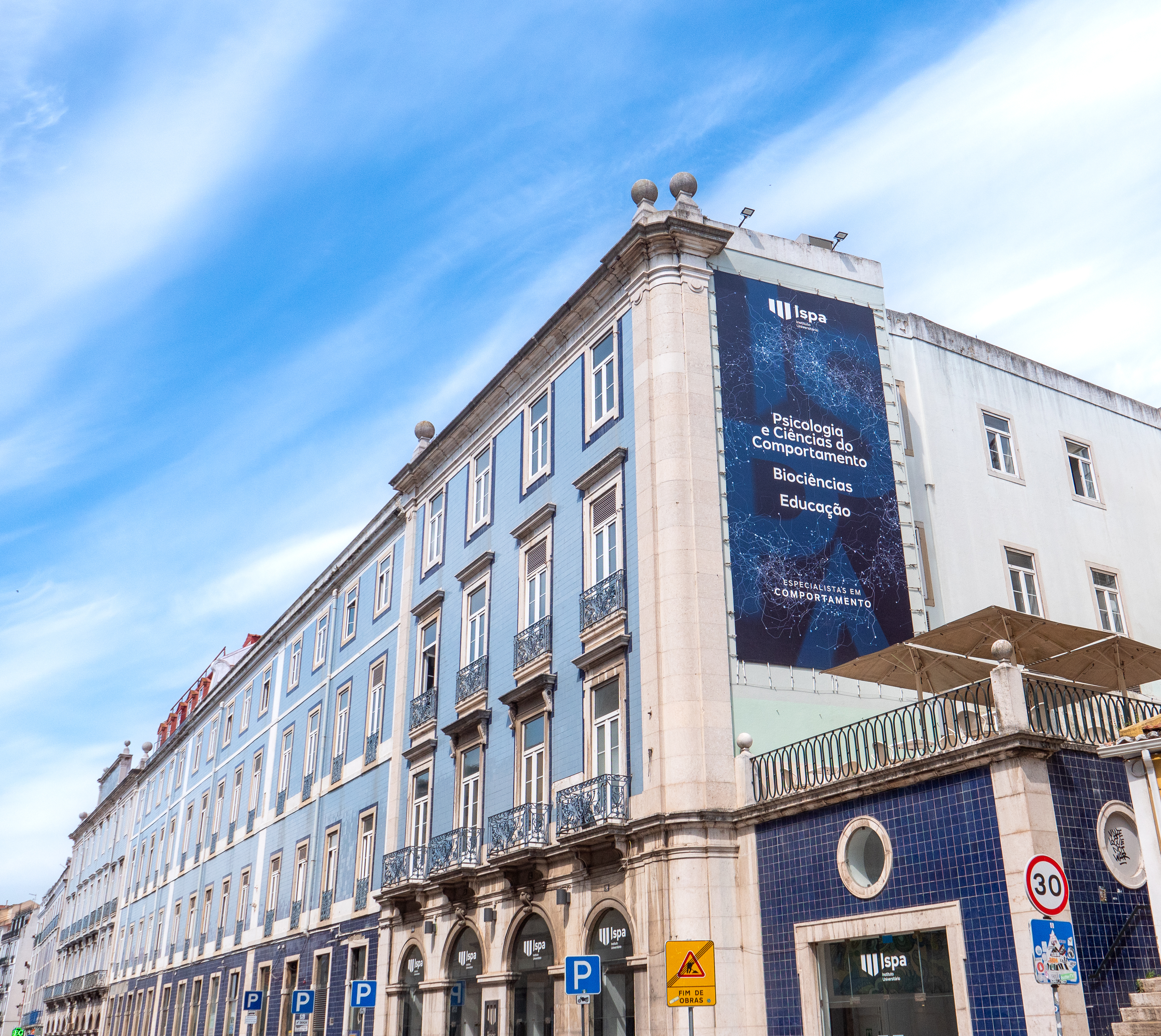
Fachada do Ispa - Instituto Universitário

## História
O ISPA iniciou a sua atividade em 1962 com a designação de Instituto de Ciências Psicopedagógicas. A inauguração do Instituto tem lugar em 7/11/1962 sendo que a oferta formativa incluía quatro secções: três de Psicologia Aplicada (Psicologia Pedagógica, Psicologia Clínica e Psicologia Industrial) e uma de Teologia.
Veio a adotar a designação de Instituto Superior de Psicologia Aplicada em 1964 e desde então tem vindo a afirmar-se como uma referência incontornável na história do ensino superior em Portugal. Em 1977 a responsabilidade instituidora do estabelecimento de ensino ISPA passou a ser assegurada por uma cooperativa aberta a docentes e não docentes que nele colaboram e a demais personalidades de reconhecida relevância social, científica e cultural.
Já na década de 80 viria a ocupar as suas atuais instalações em pleno centro histórico da cidade de Lisboa. Nesta altura sentiu-se ainda a necessidade da criação de um apoio a estudantes que, por diversas razões, não podiam frequentar as aulas nas instalações do ISPA, em Lisboa. Assim, surgiu um Centro de Apoio na cidade de Beja, designado  ISPA – BEJA, que contava com cerca de 150 alunos e oferecia apenas a licenciatura em psicologia aplicada, com especialização na área da psicologia educacional. O ISPA-Beja funcionou até meados da década de 2000.
É também neste período que é criada a Escola de Estudos Pós-Graduados e se iniciam no ISPA os primeiros cursos de mestrado em Portugal nos domínios da Etologia, Psicologia Psicanalítica, Comportamento Organizacional, Psicossomática ou Psicologia Ambiental.
A qualificação e diversificação da oferta formativa e pós-graduada continuaria a ser reforçada ao longo das décadas de 80 e 90 através do desenvolvimento de uma rede de protocolos de associação com universidades europeias e brasileiras de referência e que contribuiu para o intercâmbio de estudantes, docentes e investigadores, decisivo para o desenvolvimento e projeção das ciências do comportamento em Portugal.
A consolidação do projeto ISPA resultou, em 2009, na sua reconversão em Instituto Universitário, no quadro do novo modelo organizativo do ensino superior introduzido pelo regime jurídico das instituições do ensino superior. Com esta nova matriz institucional o ISPA passou a ministrar, de forma autónoma, todos os graus académicos previstos no quadro da organização dos estudos introduzido pelo Processo de Bolonha (1ºs Ciclos–Licenciaturas, 2ºs Ciclos-Mestrados, Mestrados Integrados, 3ºs Ciclos-Doutoramentos), alargando também a sua oferta formativa a outras áreas do conhecimento como sejam tais como as biociências.
É neste contexto que é criado em 2009 o Centro de Biociências do ISPA e se inicia, em 2010, o funcionamento da Licenciatura em Biologia e, em 2013, o Mestrado em Biologia Marinha e Conservação. Durante este período assistiu-se ainda ao aprofundamento de parcerias com outras Instituições de Ensino superior em domínios estratégicos como as Biociências e a Educação.
A 20 de setembro de 2013, o ISPA recebeu o Prémio de Psicologia atribuído pela Ordem dos Psicólogos Portugueses (OPP)
Em 2020 o ISPA passa ainda a ministrar autonomamente ciclos de estudos na área da Educação. Nesse contexto, em 2021, é assinado com a Câmara Municipal de Cascais um protocolo de cedência de instalações, no Penedo, que visam acolher atividades destes mesmos ciclos de estudo.
A 26 de janeiro de 2023, foi agraciado com o grau de Membro-Honorário da Ordem da Instrução Pública.
Em outubro de 2024, foi anunciado a integração do ISPA na Universidade Nova de Lisboa a partir do ano letivo foi ano letivo de 2025/2026, tendo sido aprovado pelo Conselho Geral da Universidade Nova de Lisboa.

## Investigação
A instituição desenvolve atividades de investigação científica, tanto na área de psicologia, como biologia e educação. Atualmente conta com Unidades de Investigação e Desenvolvimento da Fundação para a Ciência e Tecnologia como:
- CIE - Centro de Investigação em Educação
- APPsyCI - Applied Psychology Research Center Capabilities & Inclusion
- WJCR - William James Center for Research, em parceria com a Universidade de Aveiro
- MARE - Centro de Ciências do Mar e Ambiente, em parceria com a Universidade de Lisboa, Universidade de Coimbra, Universidade dos Açores, Universidade de Évora, Universidade Nova de Lisboa e a Universidade da Madeira
- IBB - Integrative Behavioral Biology Group, um grupo interno do Instituto Gulbenkian de Ciência.[9]

## Extensão universitária
Ao longo da sua história o ISPA tem uma consolidada tradição de transferência de conhecimento para a sociedade, desenvolvendo projetos de intervenção com forte relevância social, científica e cultural em diferentes espaços geográficos e, frequentemente, em parceria com reconhecidas instituições e organizações públicas e privadas.

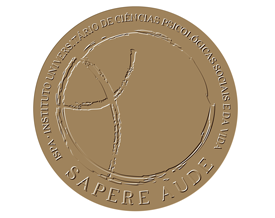
Insígnia do Instituto

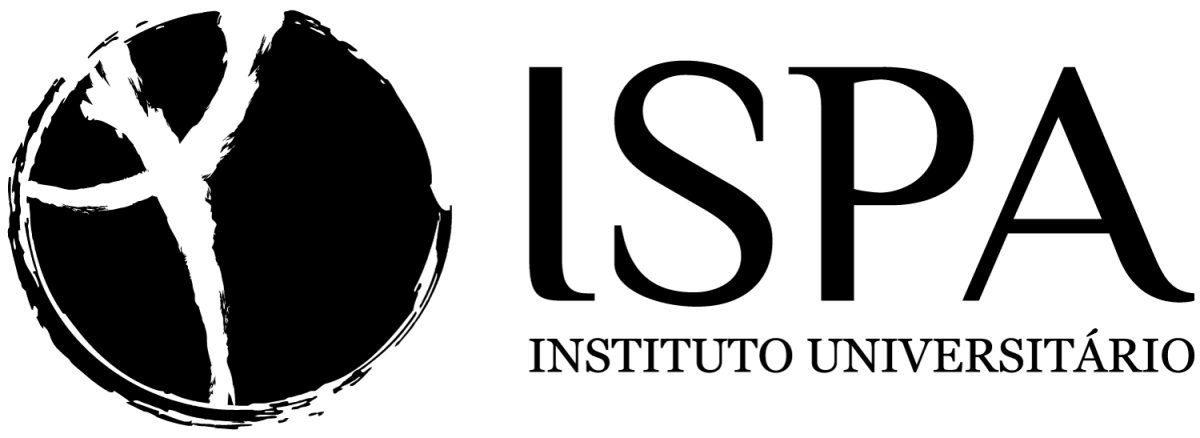
Logotipo do Instituto até 2021

## Alumni
- António Ramalho Eanes
- Salvador Sobral[11]
- Anabela
- Maria Kol
- Carmelinda Pereira
- Grada Kilomba
- Joana Kuntz
- Pedro Dantas da Cunha
- Isabel Leal
- Rita Redshoes
- Ricardo Serrão Santos
- Margarida Gaspar de Matos